# Dorfkirche Kaltenmark

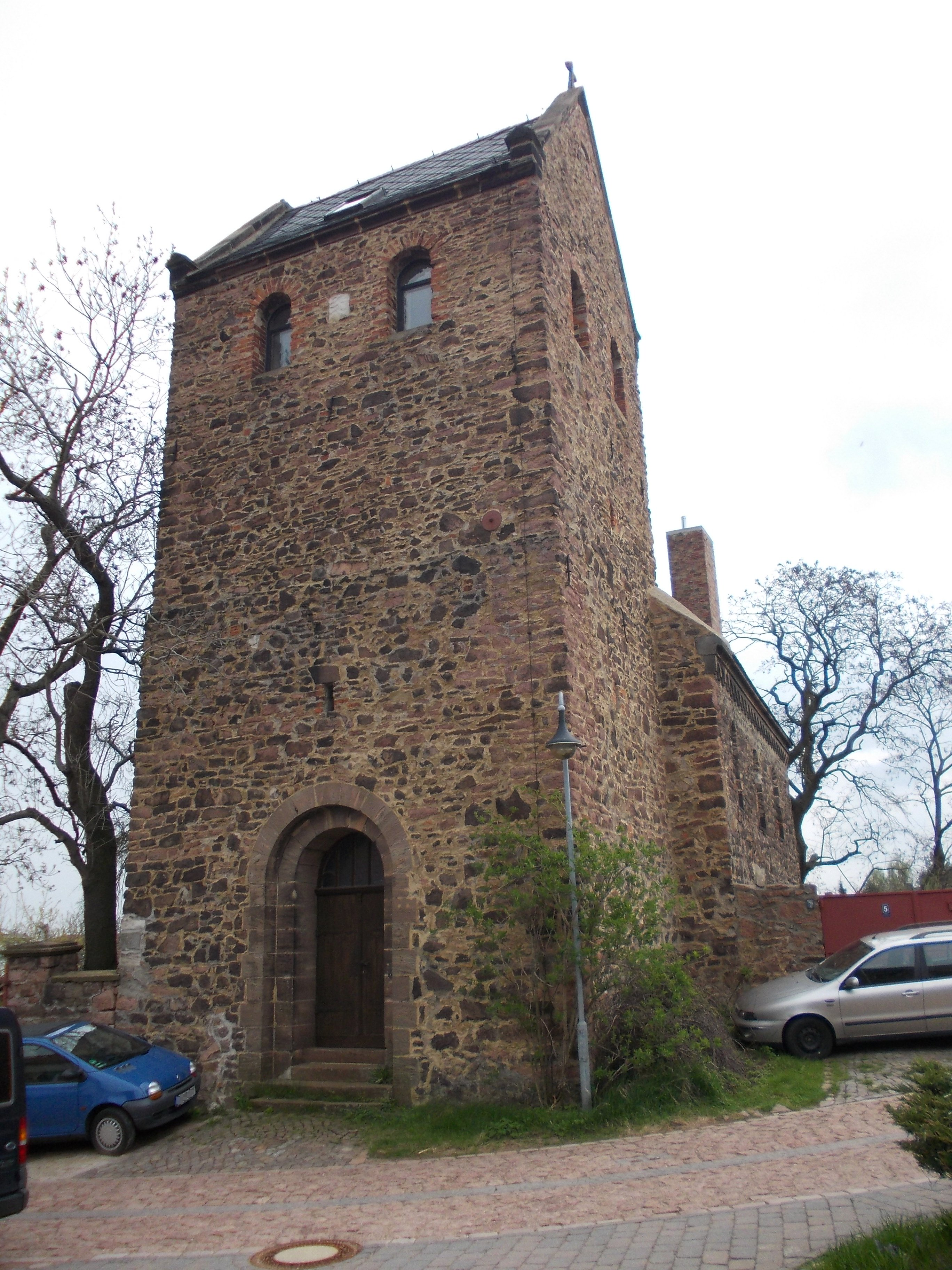
Dorfkirche Kaltenmark

Die  evangelische Dorfkirche Kaltenmark ist eine denkmalgeschützte ehemalige Kirche in der Ortschaft Kaltenmark des Ortsteiles Krosigk der Gemeinde Petersberg in Sachsen-Anhalt. Im örtlichen Denkmalverzeichnis ist sie unter der Erfassungsnummer 094 55150 als Baudenkmal verzeichnet.
Die Dorfkirche, deren Patrozinium heute nicht mehr bekannt ist, befindet sich unter der Adresse Kirchstraße 5. Das romanische Bauwerk steht auf einer kleinen Erhebung im Ort. Es ist ein einschiffiger Bruchsteinbau mit Westquerturm, eingezogenem quadratischen Chor und Apsis und stammt aus der zweiten Hälfte des 12. Jahrhunderts und wurde 1885 verändert. Das Westportal ist aus dem 19. Jahrhundert, eine romanische Tür am Schiff ist vermauert. Im Inneren befindet sich eine Balkendecke und am Triumphbogen gekehlte Kämpfer. Die Kirche wurde 1983 an eine Kunstschmiede verkauft.